# Greg Cipes

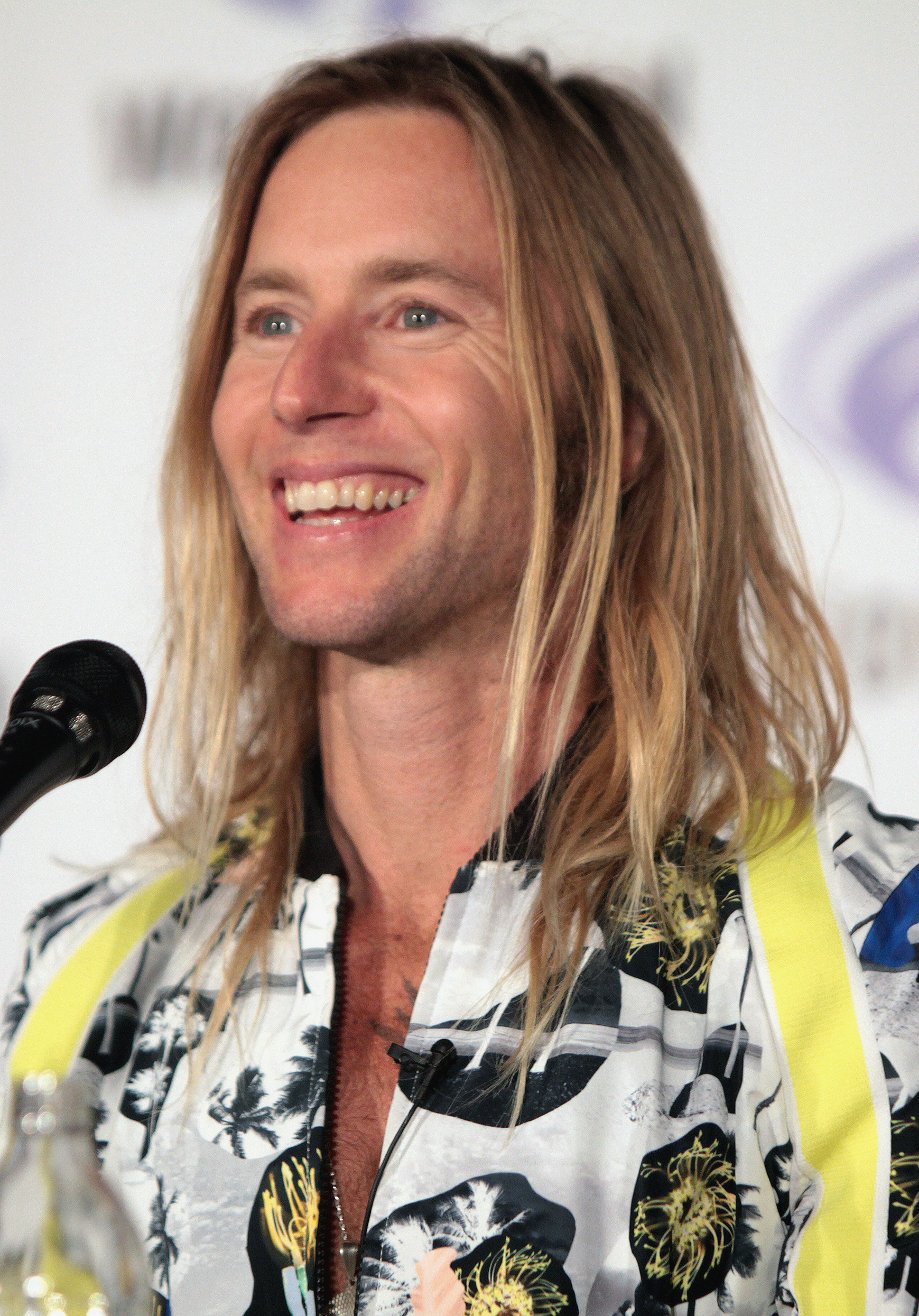
Greg Cipes bei der WonderCon 2016 in Los Angeles

Gregory Michael „Greg“ Cipes (* 4. Januar 1980 in Coral Springs, Florida) ist ein US-amerikanischer Schauspieler und Synchronsprecher.
Cipes ist als Komparse in dem Film Rache ist sexy (2006) und als Nebendarsteller in Fast & Furious – Neues Modell. Originalteile. (2009) zu sehen. Für Fernsehserien wie Teen Titans und W.i.t.c.h. war er der englischsprachige Synchronsprecher. Von 2010 bis 2016 spielte er in einer Nebenrolle den Chuck in der Fernsehserie "The Middle". Seit 2012 synchronisiert er die englische Fassung der Serien Teenage Mutant Ninja Turtles und Der ultimative Spider-Man.
Cipes ist Frontmann der Band Cipes and the People. Die Band hat 2007 das Album Conscious Revolution über das Label Kg2 Music veröffentlicht.

## Filmografie (Auswahl)
Darsteller
- 2001: Dark Summer (Do You Wanna Know a Secret?)
- 2002: House Blend (Kurzfilm)
- 2003: Inhabited
- 2003: Peacemakers (9 Folgen)
- 2004: Club Mad / Club Dread
- 2004: Ring of Darkness
- 2004–2005: One on One (8 Folgen)
- 2006: The Boys & Girls Guide to Getting Down
- 2006: Rache ist sexy (John Tucker Must Die)
- 2006: Simon Says
- 2007: Supergator – Das Killerkrokodil
- 2009: Back from Iraq (Kurzfilm)
- 2009: Fast & Furious – Neues Modell. Originalteile. (Fast & Furious 4)
- 2010–2016: The Middle (wiederkehrende Rolle)
- 2011: Pain

Synchronsprecher
- 2003–2006:Teen Titans (62 Folgen)
- 2003: Justice League – "Wild Cards" Teil 1 & 2
- 2004–2006: Super Robot Monkey Team Hyperforce Go! (36 Folgen)
- 2004–2006: W.i.t.c.h. (43 Folgen)
- 2006: Tierisch wild (The Wild)
- 2012: Ben 10: Omniverse – "The More Things Change: Part One"
- 2012–2017: Teenage Mutant Ninja Turtles
- 2012–2017: Der ultimative Spider-Man (Ultimate Spider-Man)
- seit 2013: Teen Titans Go!
- 2016: Trolland – Das Geheimnis liegt zu euren Füßen (Trolland, Animationsfilm)